# Жорж Верр'є
Жорж Верр'є (фр. Georges Verriest; нар. 15 липня 1909, Рубе, Нор, Франція — пом. 11 липня 1985, Секлен) — французький футболіст, півзахисник. Учасник чемпіонату світу 1934 року.

## Спортивна кар'єра
Протягом усієї кар'єри професіонального футболіста захищав кольори одного клуба. На межі переходу французького футболу від аматорства до професіоналізму, «Расінг» двічі поспіль грав у фіналах кубка Франції. У першому випадку поступився «Канну» з мінімальним рахунком, у другому — землякам з  «Ексельсіора» (1:3).
В турнірах другого дивізіону команда з Рубе поступово піднімався по щабелям турнірної таблиці і, врешті-решт, здобула путівку до ліги найсильніших. В еліті, команді Жоржа Верр'є, вдалося закріпитися, але особливих досягнень не було: чемпіонати завершувала у другій половині турнірної таблиці.
Вперше до складу національної команди був запрошений, коли «Расінг» виступав ще на аматорському рівні. Дебют відбувся 23 квітня 1933 року на «Олімпійському стадірні Ів дю Мануар». Господарі поля, завдяки голу Жана Ніколя, здобули перемогу над збірною Іспанії. За дванадцять місяців провів ще три матчі і потрапив до заявки на світову першість в Італії.
Другий чемпіонат світу проходив за кубковою схемою. Вже на першому етапі, жереб виявився безжальним для французів — збірна Австрії, один з головних претендентів за звання найсильнішої команди планети. Жан Ніколя відкрив рахунок у грі, але на останній хвилині першого тайму Маттіас Сінделар поновив рівновагу. Основний час завершився внічию, а в додаткові півгодини — завдяки голам Шалля і Біцана — суперник вийшов вперед. За п'ять хвилин до завершення овертайму Верр'є скоротив рахунок з пенальті, але цього було замало — збірна Франції поїхала додому.
Протягом двох наступних сезонів провів за головну команду країни ще дев'ять ігор. Цікавий факт — після здобуття «Расінгом» путівки до елітної ліги, Жорж Верр'є до складу збірної вже не викликався.
Під час Другої світової війни провів ще два кубкових поєдинки в сезоні 1942/43. Всього провів 169 офіційних матчів, забив 9 м'ячів.

## Досягнення
- Фіналіст кубка Франції (2): 1932, 1933
- Віце-чемпіон другого дивізіону (1): 1936

## Статистика
Статистика виступів в офіційних матчах:
| Сезон             | Команда           | Чемпіонат | Чемпіонат | Чемпіонат | Кубок | Кубок | Збірна | Збірна |
| Сезон             | Команда           | Ліга      | Ігри      | Голи      | Ігри  | Голи  | Ігри   | Голи   |
| ----------------- | ----------------- | --------- | --------- | --------- | ----- | ----- | ------ | ------ |
| 1931/32           | «Расінг» (Рубе)   | —         | —         | —         | 6     | 0     | —      | —      |
| 1932/33           | «Расінг» (Рубе)   | —         | —         | —         | 6     | 2     | 3      | 0      |
| 1933/34           | «Расінг» (Рубе)   | Д-2       | 24        | 1         | 6     | 0     | 2      | 1      |
| 1934/35           | «Расінг» (Рубе)   | Д-2       | 25        | 3         | 2     | 0     | 6      | 0      |
| 1935/36           | «Расінг» (Рубе)   | Д-2       | 30        | 2         | 3     | 0     | 3      | 0      |
| 1936/37           | «Расінг» (Рубе)   | Д-1       | 14        | 0         | 3     | 0     | —      | —      |
| 1937/38           | «Расінг» (Рубе)   | Д-1       | 20        | 0         | 1     | 0     | —      | —      |
| 1938/39           | «Расінг» (Рубе)   | Д-1       | 11        | 0         | 2     | 0     | —      | —      |
| 1942/43           | «Расінг» (Рубе)   | —         | —         | —         | 2     | 0     | —      | —      |
| Усього за кар'єру | Усього за кар'єру | Д-1       | 45        | 0         | 31    | 2     | 14     | 1      |
| Усього за кар'єру | Усього за кар'єру | Д-2       | 79        | 6         | 31    | 2     | 14     | 1      |

Чемпіонат світу 1934 року:
| 1/8 фіналу 27 травня 1934 |

| Австрія                           | 3 — 2 | Франція                       |
| --------------------------------- | ----- | ----------------------------- |
| Сінделар 45' Шалль 93' Біцан 109' | Звіт  | Ніколя 18' Верр'є 115' (пен.) |

| «Муніципальний стадіон Беніто Муссоліні» (Турин) Глядачів: 10 000 |

Австрія: Петер Платцер, Франц Цізар, Карл Сеста, Франц Вагнер, Йозеф Смістик (), Йоганн Урбанек, Карл Цишек, Йозеф Біцан, Маттіас Сінделар, Антон Шалль, Рудольф Фіртль. Тренер — Гуго Майзль
Франція: Алексіс Тепо (), Жак Мересс, Етьєн Маттле, Едмон Дельфур, Жорж Верр'є, Ноель Льєтер, Фріц Келлер, Жозеф Альказар, Жан Ніколя, Роже Рьйо, Альфред Астон. Тренери — Гастон Барро, Джордж Кімптон.